# 장수철 (작가)
장수철(張壽哲, 1916년 6월 25일~1993년 11월 12일)은 일제 강점기 시대의 평안남도 평양 출신으로 1946년에 서울로 월남한 이후 경기도 수원에 사실상 정착했던 대한민국의 시인·극작가·소설가·아동문학가·번역문학가·수필가였다. 호(號)는 산명(山鳴)·순문(舜文).

## 주요 경력
- 1932년 시인으로 첫 입문.
- 1945년 평안남도 평양에서 광복(8·15 을유해방)을 목도.
- 1946년 평안남도 평양 지역을 떠난 이후에 당시 미군정 조선 시대의 수도였던 서울로 월남.
- 1956년 경기도 수원 지역으로 이주.
- 1962년 극작가로 첫 입문.
- 1962년 소설가로 첫 입문.
- 1965년 번역문학가로 첫 입문.
- 1975년 수필가로 첫 입문.
- 1986년 연극연출가로 첫 입문.
- 1990년 문학 작가 분야에서 모두 은퇴(1990년 12월 6일).

## 대표 경력
- 한국문인협회 경기도지회장

## 학력
- 평안남도 평양 만수보통학교 졸업(1929년)
- 평안남도 평양고등상업학교 졸업(1935년)

## 작품

### 시집(서정시 문집)
- 《서정부락(抒情部落)》(1960년)
- 《관악산(冠岳山)의 뻐꾸기》(1971년)

### 시집(동시집)
- 《엄마가 그리울 때》(1985년)

### 희곡
- 《바우골의 서정》(1956년)
- 《허공에 매달린 사나이》(1988년)

### 번역서
- 《포송령의 요재지이》(1972년)
- 《탕현조의 옥명당집》(1974년)
- 《장수철 작가의 파브르 곤충기》(1984년)
- 《장수철 작가의 시턴 동물기》(1986년)

### 가곡 작사
- 《들국화》(김대현 작곡)